# Głowa kobiety z rozpiętymi włosami
Głowa kobiety z rozpiętymi włosami (hol. Kop van een vrouw, ang. Head of a Woman with her Hair Loose) – obraz olejny (nr kat.: F 206, JH 972) namalowany przez Vincenta van Gogha w grudniu 1885 podczas jego pobytu w Antwerpii. 

## Opis
Chciałem tylko napisać i powiedzieć Ci, że nie ustaję [w pracy] z modelami. Namalowałem dwie dość duże głowy przy okazji próby z portretem. Pierwsza to stary mężczyzna, o którym już Ci pisałem (...) , potem sporządziłem również szkic kobiety. W portrecie kobiety wprowadziłem jaśniejsze odcienie na ciele, biały stonowany karminem, cynobrem i żółcienią. Jasne, szarożółte tło, z którego twarz wyodrębniają jedynie jej czarne włosy. Odcienie liliowe na ubraniu. – pisał Van Gogh w liście do brata Theo w połowie grudnia 1885.
Van Gogh osiągnął w tym obrazie stopień artystycznej wrażliwości, która dotychczas była poza jego zasięgiem. Portret kobiety jest pełen wigoru, o ile nie agresywny, jeśli chodzi o technikę malowania, ale jego kolorystyka jest wyborna. Z wyczuciem modelowane pociągnięcia pędzlem tworzą doskonale zniuansowany w każdym szczególe portret, w którym wirtuozeria techniczna okazała się być może ważniejsza niż temat. Sama kobieta nie jest malowniczą wieśniaczką w czepcu, jak kobiety malowane w Nuenen. Artysta zrezygnował ze wszystkiego, co mogłoby kojarzyć portretowaną kobietę z jej zajęciem. To po prostu dziewczyna z miasta, wynajęta modelka, pozująca każdemu, kto jej zapłaci. Artysta nie zagłębia się specjalnie w portretowaną kobietę; zamiast tego antycypuje technikę i zdecydowane kolory, charakterystyczne dla jego paryskiego okresu. Ożywiona czerwień przeciwstawiona została białawym odcieniom ciała, który to robiący wrażenie efekt użyty został w celu rozjaśnienia barw obrazu.
Zmiana palety dokonała się pod wpływem obrazów Rubensa, które van Gogh oglądał w antwerpskim muzeum.